# Люманда (волость)
Люманда (эст. Lümanda) — бывшая волость в Эстонии в составе уезда Сааремаа.

## Положение
Площадь волости — 199,49 км², численность населения на 1 января 2007 года составляло 876 человек.
Административный центр волости — деревня Люманда. Помимо этого на территории волости находятся ещё 24 деревни.

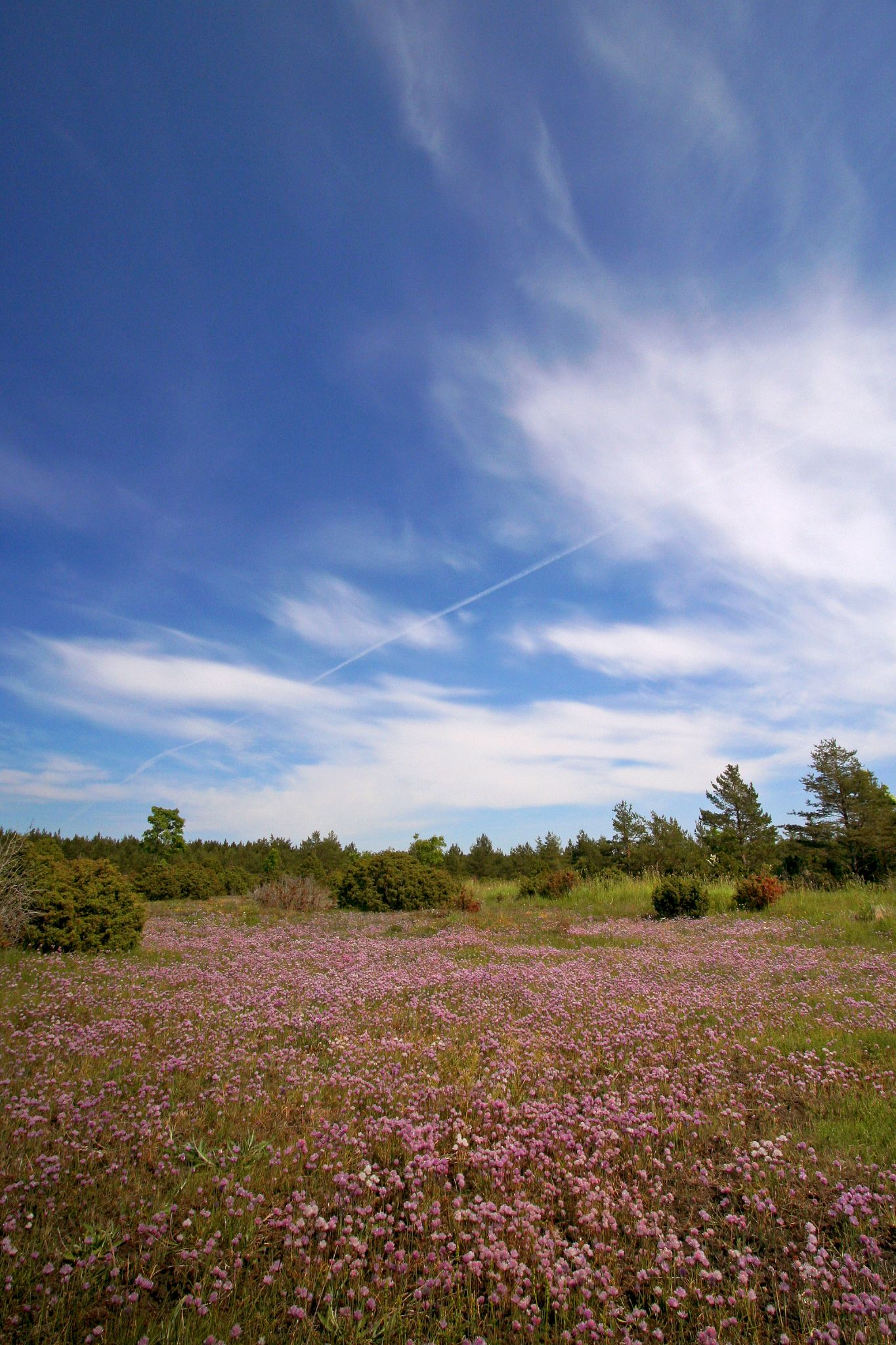
Национальный парк Вилсанди